# 鬼神のお松

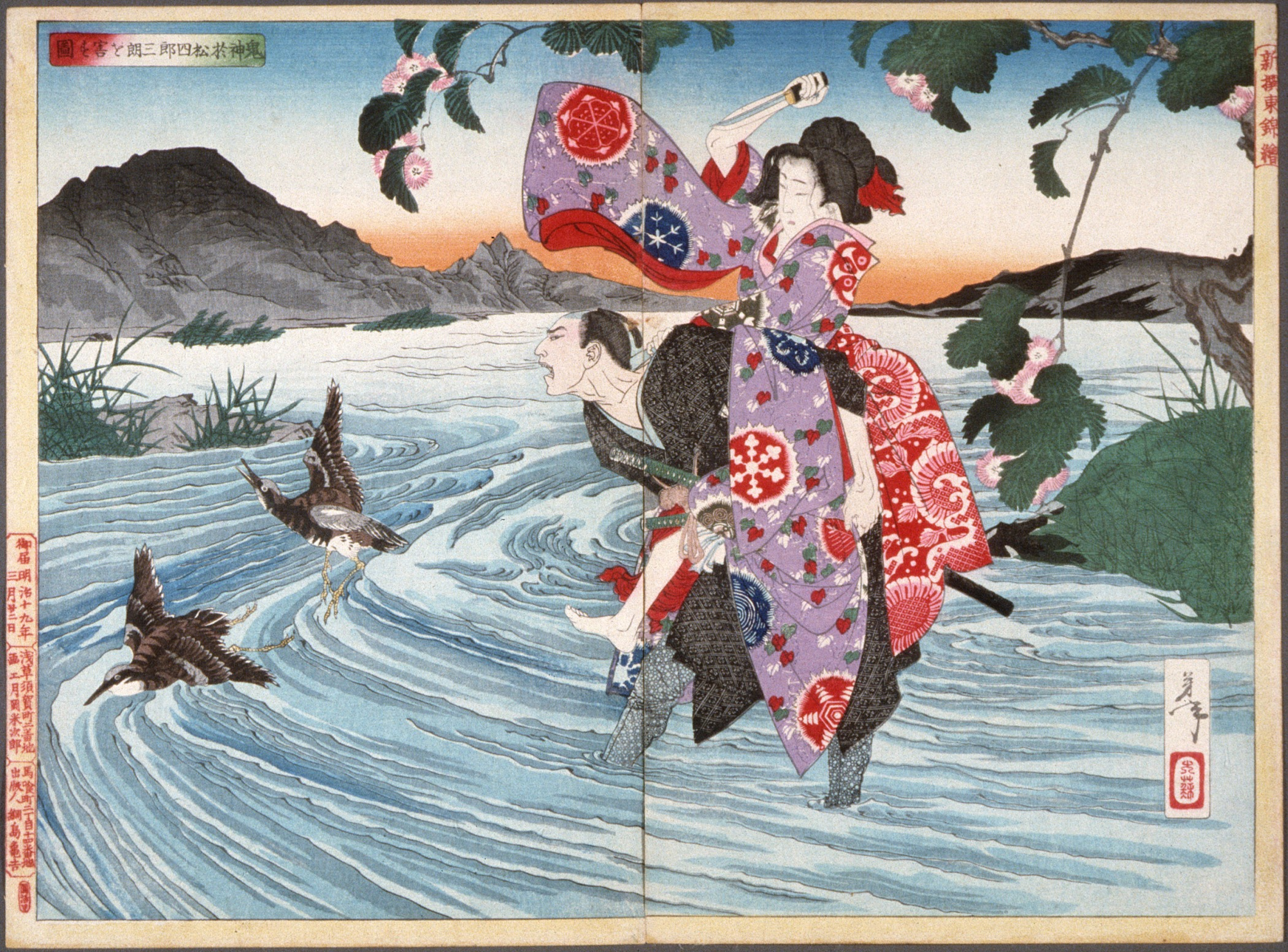
月岡芳年「新撰東錦絵・鬼神於松四郎三朗を害す図」

鬼神のお松（きじんのおまつ、生年不詳 - 1783年）は、歌舞伎・読本・錦絵などで石川五右衛門、自来也と並び、「日本三大盗賊」として描かれる女盗賊。根本資料が乏しく、架空の人物と考えられている。

## 人物
「毒婦」とも称せられ、歌舞伎の役柄では「悪婆」に属する。元は深川の遊女で、たまたま拾った亡父の髑髏を抱いて寝るうちに妖艶さを身に付け、「骸骨お松」の異名を持つ評判の芸者になったという前日譚がある。

## 物語
明和4年（1767年）、仙台藩士・早川文左衛門と仕官を望む浪人の山木伝七郎が仕合い早川が勝った。恨みに思った山木は仲間の立見丈五郎、部賀九兵衛、稲毛甚斉に声をかけ、帰城する早川を襲撃した。しかし、立見、部賀は返り討ちにされ、稲毛は京都に逐電した。
殺された立見の妻、お松は復讐を決意し稲毛の助太刀を得るために京都に向かう。稲毛は快諾したが、にわかに助平心を起こしお松に迫る。拒むお松が振り回した懐剣が稲毛の胸に刺さり稲毛は落命してしまう。
お松はひとり仙台に戻り、巧みに早川に近づいて陸奥国一関への旅に誘い出した。衣川を渡る時に色仕掛けで背負ってもらい、背中から刺して川に蹴りこみ本懐を遂げる。
その後、一関の北にある金岳山で三島権左衛門率いる20余名の盗賊に囲まれるが、巧みに権左衛門を倒し盗賊団の頭目に収まる。そして、手下を率いて近隣の村々を略奪して回り「鬼神のお松」と恐れられようになった。
天明3年（1783年）3月7日、仇と狙う早川文左衛門の遺児・文次郎に金岳山で討たれる。

## ちょんがれ「鬼神のお松」
ちょんがれで語られるお松は、奥州笠松峠を根城とする若き女盗賊で、美貌をもって旅人を欺き殺しては金品を奪っていた。武士夏目四郎三郎は、道中、お松に輔され、お松を背負って谷川を渡りはじめたが、川の中でお松に刺し殺される。四郎三郎の息子千太郎（仙太郎）は、父の敵討を志して笠松峠に乗り込み、父の魂瞬の加勢を得てお松を討ち果たす。浄瑠璃や歌舞伎はこのちょんがれの鬼神のお松をもとに、さまざまに変化させ創作している。

## 伝説
- 青森県十和田市の奥入瀬渓流からほど近い場所に「石ヶ戸」（いしげど）と呼ばれる岩屋があり、お松がここを住処として旅人から金品を奪っていたという伝説がある[6]。
- 青森県東津軽郡蓬田村にも鬼神のお松の伝承があり、お松の父親と兄弟分と伝わる家系があったという[7]。

## 登場する主な作品

### 読本・小説
- 梅亭半木兎『笠松峠鬼神敵討』
- 仮名垣魯文『薄緑娘白浪』

### 歌舞伎
- 「新板越白浪」（しんばんこしのしらなみ）
- 「百千鳥沖津白浪」（ももちどりおきつしらなみ）